# فارار (ميزوري)
فارار (بالإنجليزية: Farrar)‏ هي إحدى المجتمعات الفردية (غير مصنفة) في مقاطعة بيري ولاية ميزوري في الولايات المتحدة الأمريكية.

## معرض صور

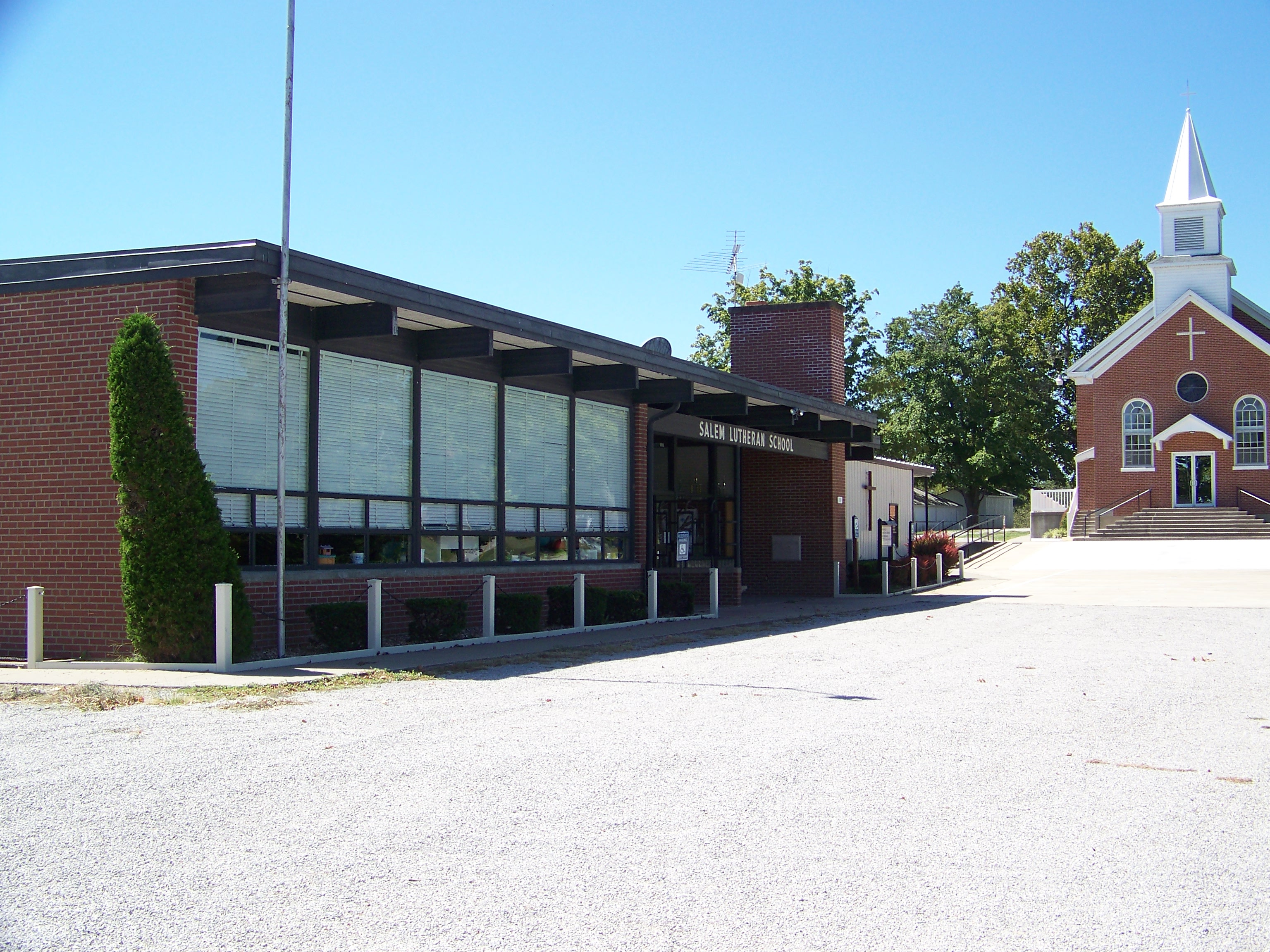
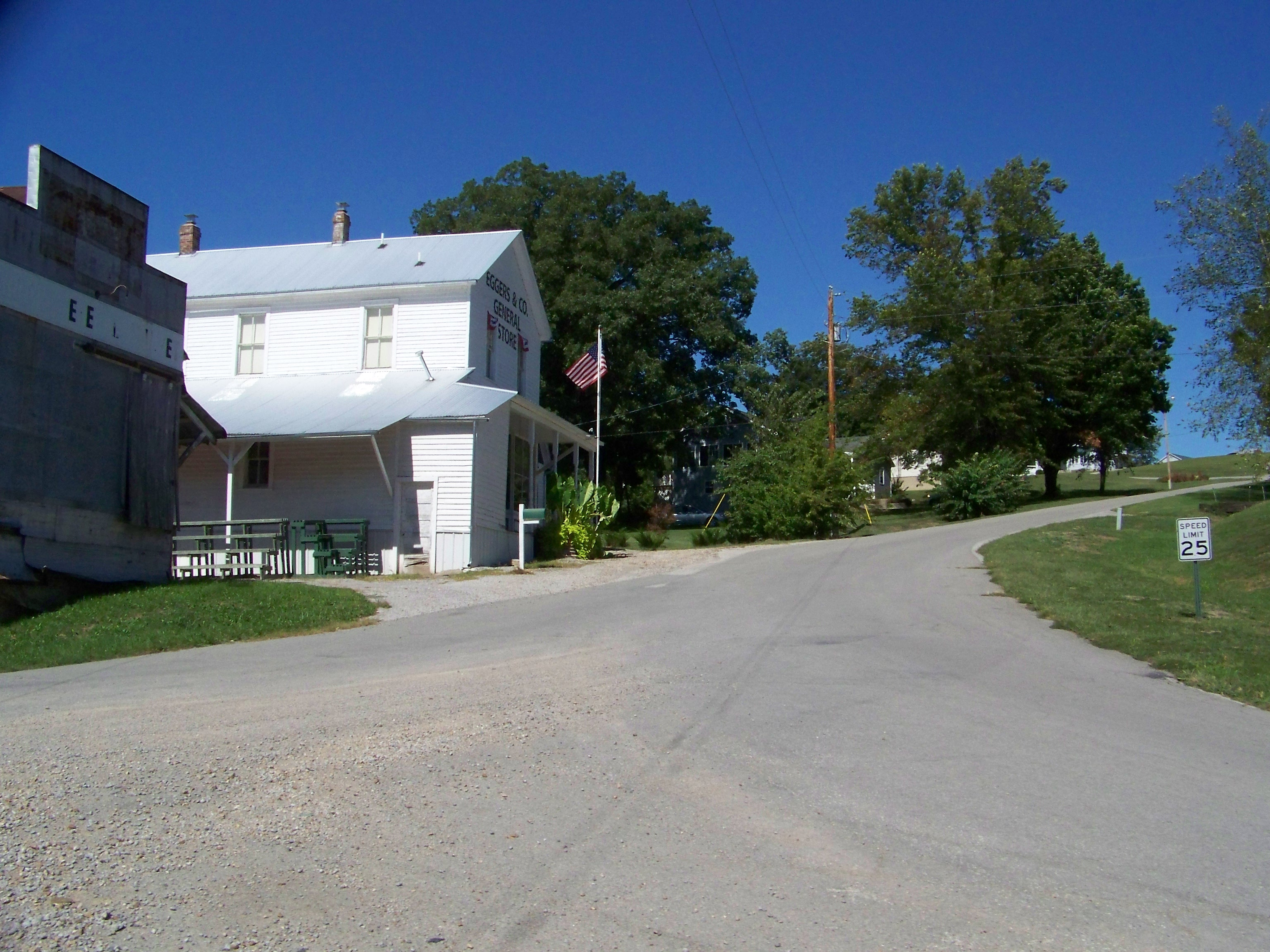
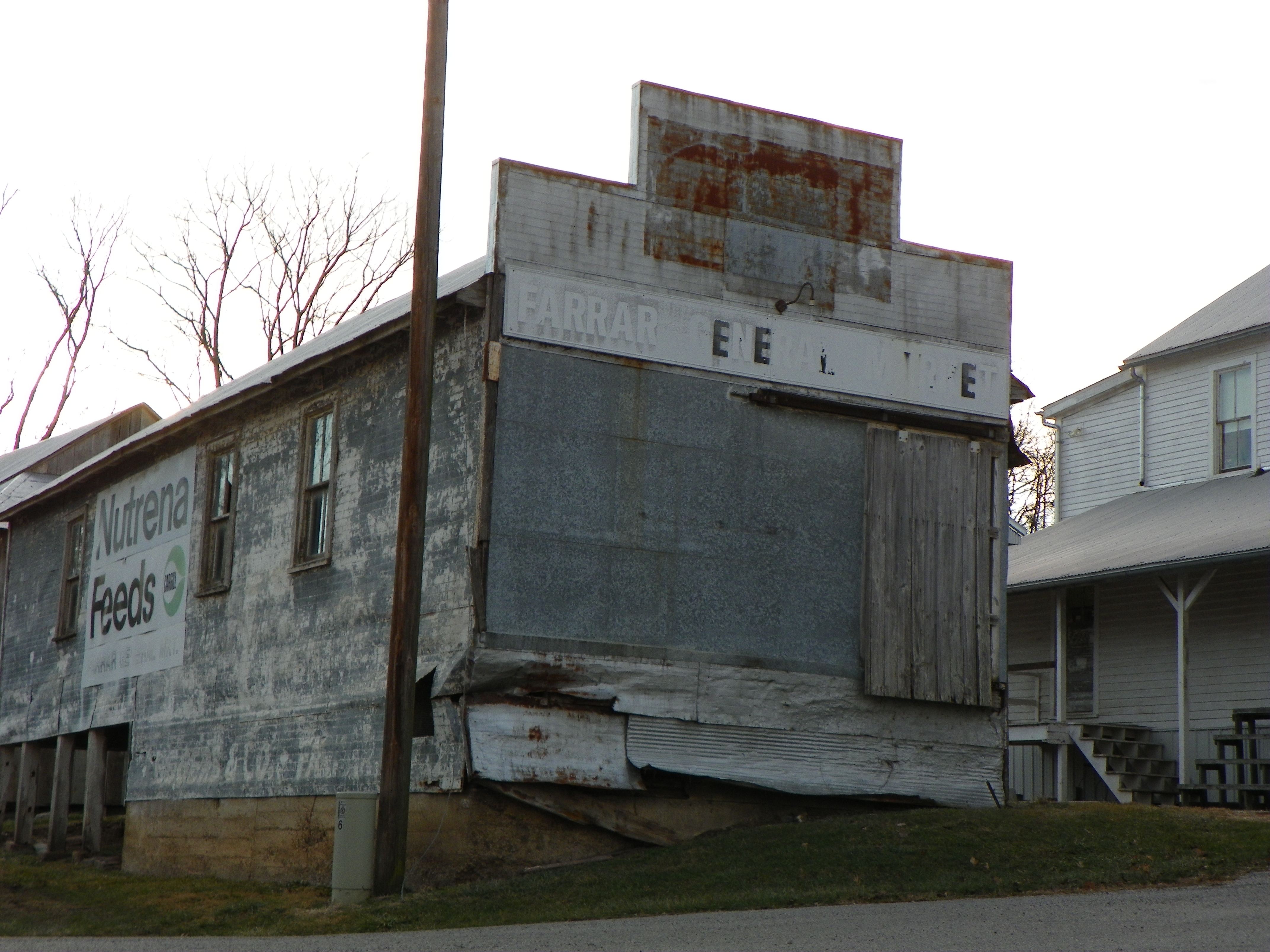
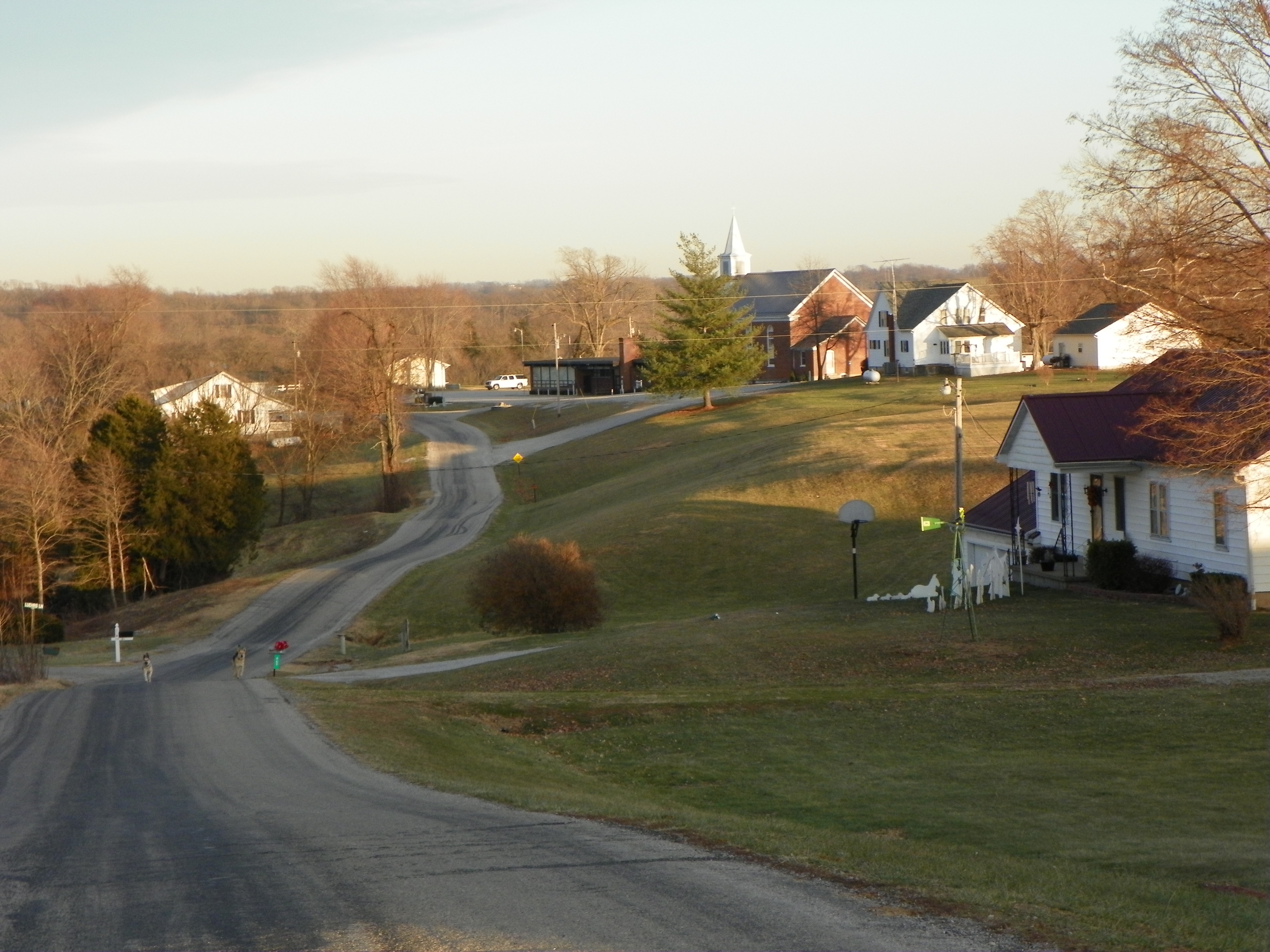